# نادي جاتكو
نادي جاتكو لكرة القدم (باليابانية: ジヤトコサッカー部) (بالإنجليزية: Jatco FC)‏ ، هي نادي رياضي ياباني لكرة القدم ، أسست عام 1972م ، وكانت مقرها في مدينة نامازو اليابانية ، وأعلنت حل النادي عام 2003م.。

## مصدر
1. ↑  第5回 日本フットボールリーグ(2003) 日本フットボールリーグ公式サイト、2013年6月6日閲覧 نسخة محفوظة 05 مارس 2016 على موقع واي باك مشين.

## وصلة خارجية
- Football of Japan